# Herøy på Sunnmøre
Herøy på Sunnmøre é uma comuna da Noruega, com 120 km² de área e 8388 habitantes (censo de 2004).